# Euthalia merta
Euthalia merta är en fjärilsart som beskrevs av Moore 1859. Euthalia merta ingår i släktet Euthalia och familjen praktfjärilar. IUCN kategoriserar arten globalt som livskraftig. Inga underarter finns listade i Catalogue of Life.

## Bildgalleri

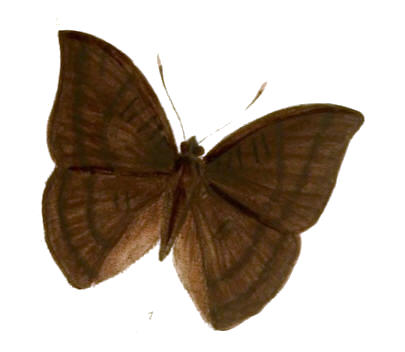
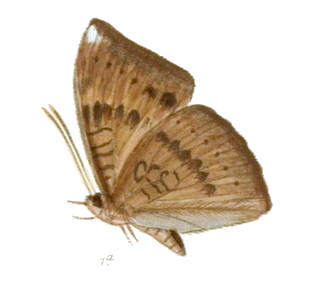
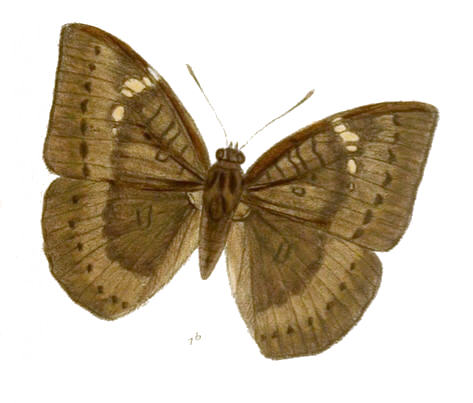
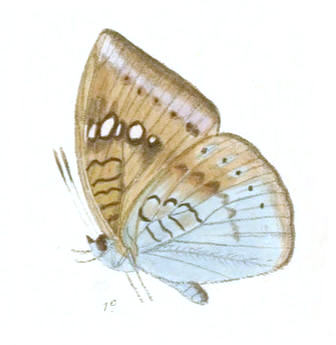